# Serres-sur-Arget
Serres-sur-Arget è un comune francese di 817 abitanti situato nel dipartimento dell'Ariège nella regione dell'Occitania.

## Società

### Evoluzione demografica
Abitanti censiti